# Ole Martin Årst
Ole Martin Årst (født 19. juli 1974 i Bergen, Norge) er en norsk tidligere fodboldspiller (angriber).
På klubplan spillede Årst størstedelen af sin 19 år lange karriere i hjemlandet, hvor han primært var tilknyttet Tromsø. Han spillede også syv år i Belgien, hvor han havde ophold hos både Anderlecht, Gent og Standard Liège. I 1996 var han med til at vinde den norske pokaltitel med Tromsø. Han opnåede desuden at blive topscorer i både den norske og belgiske liga.
Årst spillede desuden 22 kampe og scorede to mål for Norges landshold, som han debuterede for 31. januar 2000 i en venskabskamp mod Island.

## Titler
Norsk pokalturnering
- 1996 med Tromsø